# Родригес Орехуэла, Мигель
Мигель Анхель Родригес Орехуэла (исп. Miguel Ángel Rodríguez Orejuela; род. 15 августа 1943) — осуждённый колумбийский наркобарон, в прошлом один из лидеров картеля «Кали», базирующегося в городе Кали, организации по торговле кокаином, которая на пике своей активной деятельности контролировала до 80% американского и 90 % европейского наркотрафика. 

## Биография
Родригес Орехуэла родился 15 августа 1943 года в небольшом колумбийском городке Марикита в небогатой семье из 6 детей. Его отец, Карлос Родригес, был скромным художником-самоучкой, а мать, Ана Рита Орехуэла — простой домохозяйкой. Он младший брат Хильберто Родригеса Орехуэлы.
Был широко известен под прозвищем «Господь» (исп. ‘El Señor’). Также, на протяжении своей преступной жизни он был известен и под другими именами: Робинзон Пинеда, Патрисия, Патрик, Пэтти, Пэт, Маноло, Мики и Мауро. К первой половине 90-х годов, имея в своём штабе британских наёмников, а также бесчисленных шпионов и информаторов в правительствах разных стран, картель стал одним из крупнейших преступных синдикатов в мировой истории. 

## Семья
Женился на Мисс Колумбия 1974 года, Марте Лусии Эчеверри.